# Chrysospalax trevelyani
La talpa dorata gigante (Chrysospalax trevelyani) è un mammifero della famiglia dei Crisocloridi, diffuso nelle zone forestali della provincia del Capo orientale in Sudafrica.

## Descrizione
Misura fino a 25 cm di lunghezza: il pelo è bruno rossiccio con riflessi metallici violacei: attorno al naso il pelo sfuma nel giallastro.